# 73 TCN
Năm 73 TCN là một năm trong lịch Julius. 